# Borek (Borzęcin)
Borek – przysiółek wsi Borzęcin w Polsce, położony w województwie małopolskim, w powiecie brzeskim, w gminie Borzęcin. 
W latach 1975–1998 przysiółek administracyjnie należał do województwa tarnowskiego.